# Sandfly Cays
Sandfly Cays är öar i Belize. De ligger i distriktet Stann Creek, i den östra delen av landet, 80 km öster om huvudstaden Belmopan.